# Centro de Comercio Internacional
Centro de Comercio Internacional – wieżowiec w Bogocie, w Kolumbii, o wysokości 192 metrów. Budynek został otwarty w 1977 i posiada 50 kondygnacji.
Budynek został zaprojektowany przez Cuellar Serrano Gómez y Cia.